# Océanite de Hornby
Hydrobates hornbyi
Espèce
Synonymes
- Oceanodroma hornbyi (protonyme)
- Procellaria oceanites collaris
- Thalassidroma hornbyi

Statut de conservation UICN

 NT  : Quasi menacé
L'Océanite de Hornby (Hydrobates hornbyi) est une espèce d'oiseaux de la famille des Hydrobatidae. Son nom scientifique comme son nom vernaculaire commémore Phipps Hornby (en).

## Répartition
Cet oiseau fréquente les côtes du Pérou, du Chili et de l'Équateur.